# Linyi
Linyi (cinese: 临沂; pinyin: Línyí) è una città-prefettura della Cina nella provincia dello Shandong.

## Suddivisioni amministrative
- Distretto di Lanshan
- Distretto di Luozhuang
- Distretto di Hedong
- Contea di Tancheng
- Contea di Lanling
- Contea di Junan
- Contea di Yishui
- Contea di Mengyin
- Contea di Pingyi
- Contea di Fei
- Contea di Yinan
- Contea di Linshu